# Мюльдер, Питер
Питер Виллем Адриаан Мюльдер (африк. Pieter Willem Adriaan Mulder; 26 июля 1951, Рандфонтейн) — южноафриканский правоконсервативный политик, африканерский националист, лидер партии Фронт свободы плюс. Заместитель министра сельского, лесного и рыбного хозяйства ЮАР в 2009-2014 годах.

## Происхождение, образование, научная работа
Родился в семье влиятельного африканерского политика Конни Мюльдера, впоследствии министра информации в правительстве Балтазара Форстера (в 1977 Мюльдер-старший был вынужден уйти в отставку из-за коррупционного скандала, известного как афера Эшеля Руди). В школьные годы Питер Мюльдер увлекался спортом, отлично играл в регби, побеждал на соревнованиях по лёгкой атлетике. В 1969—1970 проходил военную службу в ВМФ ЮАР, отмечался как лучший офицер года.
Изучал социологию коммуникаций в Северо-Западном университете, с отличием окончил в 1976. В 26-летнем возрасте получил докторскую степень. В 1981 проходил годовую постдокторантуру в Висконсинском университете в Мэдисоне. После возвращения в ЮАР, в середине 1980-х, преподавал социальные науки.

## Африканерский национал-консерватор
Политически Питер Мюльдер всегда был африканерским националистом, придерживается консервативных антикоммунистических взглядов. В 1982 он примкнул к Консервативной партии Андриса Треурнихта, выступавшей против реформистских планов Питера Боты. Избирался от партии муниципальным советником Почефструма и депутатом парламента. В 1993 участвовал в переговорах с АНК о переходе к многорасовой демократии.
В марте 1994, в процессе демонтажа апартеида, Питер Мюльдер участвовал в создании партии Фронт свободы плюс. От партии участвовал в выработке конституции многорасовой ЮАР. Избирался в парламент на всех выборах, начиная с 1994.

## Лидер Фронта свободы плюс
В 2001 Питер Мюльдер сменил Констанда Фильюна на посту лидера Фронта свободы плюс. В 2003 с Фронтом слились Консервативная партия и Движение африканерского единства — таким образом, партия Мюльдера превратилась в единую партию правых африканерских националистов; из крупных структур вне его рамок осталось только Движение сопротивления африканеров.
С 2008 Питер Мюльдер представляет африканеров ЮАР в Организации наций и народов, не имеющих представителей. Состоит в исполкоме организации. На майском заседании 2010 в Риме делал доклад об убийствах белых фермеров в ЮАР.
Питер Мюльдер обладает весомым политическим авторитетом в стране. В мае 2009 он получил пост заместителя министра сельского, лесного и рыбного хозяйства в правительстве президента Джейкоба Зумы. Сам Мюльдер оценил это назначение как попытку Зумы «отойти от традиционных моделей Вестминстера и сформировать африканский вариант управления, отражающий своеобразие Южной Африки». Занимал должность до 2014.
Питер Мюльдер известен жёсткостью в отстаивании своих позиций. В феврале 2012 крупный политический скандал вызвало его заявление об отсутствии у южноафриканских банту прав на земельные угодья Северной и Западной Капской провинции, «поскольку во времена прибытия Яна ван Рибека там не было никого, кроме готтентотов и бушменов». При этом Мюльдер вступил в прямую полемику с президентом Зумой. Носители политкорректных взглядов обвинили Мюльдера в расизме. Однако заявление вызвало серьёзную дискуссию о перераспределении земли в ЮАР, в том числе предостережение от опыта Зимбабве.
В 2009 Питер Мюльдер опубликовал свою политическую автобиографию Kan Afrikaners Toyi-toyi? (Могут ли африканеры станцевать тойи-тойи?). Танец toyi-toyi происходит от боевого ритуала зимбабвийских партизан и является знаком протеста (президент Мугабе по этой причине запретил его исполнение). Соответственно, название звучало весьма вызывающе.

## Частная жизнь
Питер Мюльдер женат, имеет сына и четырёх дочерей. Жена — Триена Мюльдер — преподавательница математики. Увлечения Питера Мюльдера — история, астрономия, игра в сквош.